# Neumaturia
Neumaturia es  la expulsión de gas a través de la orina. La neumaturia es un síntoma poco frecuente que puede obedecer a varias causas.

## Causas
La neumaturia puede deberse a formación de gas en el aparato urinario, como consecuencia de la existencia de gérmenes que fermentan la glucosa presente en la orina y producen dióxido de carbono. Este fenómeno se denomina cistitis enfisematosa o pielonefritis enfisematosa y se da sobre todo en pacientes diabéticos que presentan infección de orina provocada por la bacteria escherichia coli u otras bacterias como Klebsiella pneumoniae, Proteus mirabilis y Staphylococcus aureus.

En otras ocasiones el gas penetra en el aparato urinario procedente de una fístula que comunica la vejiga urinaria con la vagina (fístula vesicovaginal) o bien existe una comunicación anómala entre el intestino y la vejiga urinaria (fístula enterovesical).